# Ranchería la Ciénega
Ranchería la Ciénega är en ort i kommunen San Felipe del Progreso i delstaten Mexiko i Mexiko. Samhället hade 995 invånare vid folkräkningen 2020.